# Норвей (Мічиган)
Норвей (англ. Norway) — місто (англ. city) в США, в окрузі Дікінсон штату Мічиган. Населення — 2840 осіб (2020).

## Географія
Норвей розташований за координатами 45°48′21″ пн. ш. 87°55′0″ зх. д. / 45.80583° пн. ш. 87.91667° зх. д. (45.805811, -87.916584).  За даними Бюро перепису населення США в 2010 році місто мало площу 22,81 км², з яких 22,59 км² — суходіл та 0,22 км² — водойми.

## Демографія
Згідно з переписом 2010 року, у місті мешкало 2845 осіб у 1256 домогосподарствах у складі 765 родин. Густота населення становила 125 осіб/км².  Було 1402 помешкання (61/км²).
Расовий склад населення:
| - 97,4 % — білих - 0,8 % — корінних американців - 0,2 % — азіатів |

До двох чи більше рас належало 1,4 %. Частка іспаномовних становила 1,4 % від усіх жителів.
За віковим діапазоном населення розподілялося таким чином: 23,5 % — особи молодші 18 років, 58,0 % — особи у віці 18—64 років, 18,5 % — особи у віці 65 років та старші. Медіана віку мешканця становила 41,9 року. На 100 осіб жіночої статі у місті припадало 93,5 чоловіків;  на 100 жінок у віці від 18 років та старших — 89,5 чоловіків також старших 18 років.
Середній дохід на одне домашнє господарство  становив 49 721 долар США (медіана — 42 083), а середній дохід на одну сім'ю — 65 838 доларів (медіана — 52 243). Медіана доходів становила 37 802 долари для чоловіків та 30 533 долари для жінок. За межею бідності перебувало 12,5 % осіб, у тому числі 11,2 % дітей у віці до 18 років та 14,8 % осіб у віці 65 років та старших.
Цивільне працевлаштоване населення становило 1230 осіб. Основні галузі зайнятості: освіта, охорона здоров'я та соціальна допомога — 34,2 %, роздрібна торгівля — 16,9 %, виробництво — 12,8 %, будівництво — 11,2 %.